# 道の駅さんりく
道の駅さんりく（みちのえき さんりく）は岩手県大船渡市三陸町にある国道45号の道の駅である。愛称は三陸パーク。三陸ふるさと振興株式会社が運営する。

## 施設
- 駐車場
  - 普通車：84台
  - 大型車：7台
  - 身障者用：2台
- トイレ
  - 男：大 3器（1器）、小 6器（3器）
  - 女：4器（2器）
  - 身障者用：2器（2器）

※（）は、24時間利用可能
- 公衆電話：2台
- 公衆FAX：1台
- 郷土料理体験室「浜どこ」
- ファーストフード「漁火」
- 活魚販売コーナー
- 地域物産展示販売コーナー
- 公園

## 休館日
- 無休

## アクセス
国道45号 - 登録路線
- E45 三陸沿岸道路 三陸IC

最寄り駅・バス停
- 岩手県交通崎浜線 - ｢小峠｣バス停

## 周辺
- 三陸鉄道リアス線 三陸駅